# Белов, Владимир Сергеевич (шахматист)
Владимир Сергеевич Белов (род. 6 августа 1984, Киржач, Владимирская область) — российский шахматист, гроссмейстер (2003), тренер и шахматный автор.

## Биография
Свою шахматную подготовку Белов начал под руководством тренера Юрия Александровича Голуба, а затем продолжил обучение у Сергея Шипова. В 2004—2005 годах он успешно выступал на международных турнирах в Кавале, Салониках и Гастингсе. В 2005 году одержал победу в Кубке Северного моря в Эсбьерге. В 2007 году стал чемпионом Москвы.
Он также выступал за команду «Элара» (Чебоксары), с которой стал бронзовым призёром командного чемпионата России 2007 года. Кроме того, был секундантом Дмитрия Яковенко на супертурнире в Нанкине (2009) и Руслана Пономарёва на супертурнире в Саратове (2011). В 2006 году работал официальным комментатором матча за звание чемпиона мира между Владимиром Крамником и Веселином Топаловым в Элисте.

## Тренерская деятельность
В 2005 году Белов окончил РГУФКСМиТ по специальности «тренер по шахматам». В 2006 году начал профессиональную тренерскую карьеру и был приглашён в тренерский штаб женской сборной России.
Среди его учеников — ряд известных шахматистов, добившихся крупных успехов:
- Александра Горячкина — двукратная участница матчей за звание чемпионки мира (2020 и 2023), призёр чемпионатов России, шахматной олимпиады и командных чемпионатов Европы.
- Алексей Сарана — гроссмейстер с 2016 года, победитель Высшей лиги чемпионата России (2019) и чемпион Европы 2023 года. В том же году выступал на первой доске за сборную Сербии.
- Нази Паикидзе — чемпионка Москвы 2010 года, победительница Высшей лиги и призёр Суперфинала чемпионата России 2010 года, бронзовый призёр чемпионата мира среди девушек до 20 лет (2008, 2011). Позднее переехала в США, где дважды становилась чемпионкой страны.
- Давид Паравян, Антон Смирнов, Максим Луговской — гроссмейстеры, добившиеся значительных успехов в российских и международных турнирах.

Белов работал с Полиной Шуваловой, Бибисарой Асаубаевой, Динарой Садуакасовой, Ольгой Гирей, Анастасией Боднарук, а также с юными талантами, включая Илью Маковеева и Ивана Елецкого.
В 2020 году Белов запустил YouTube-канал, на котором публиковал обучающие видео.